# Spondé
Spondé är en versfot som varken är stigande eller fallande. Den består av två stavelser som är likvärdigt betonade eller av lika längd. Spondéerna i den klassiska lyrikens versmått tillåts oftast motsvaras av trokéer när dessa versmått används i svensk lyrik. Detta på grund av svårigheten med att åstadkomma rena spondéer och avgöra vad som är det i språk som svenskan, där metriken bygger på skillnader i stavelsebetoning snarare än i stavelselängd (fastän stavelsernas uttalslängd vid neutralt uttal i regel sammanfaller med deras grad av betoning i vårt språk). 
Som spondéer kan man i svensk lyrik utläsa på varandra följande enstavliga ord, där det finns möjlighet att betona båda ungefär lika starkt (och/eller lika länge), till exempel Hör du och bröl där i en hexameterrad som Hör du / älgarnas / bröl | där / nere i / dalen, min / kära? (lodstreck anger här cesur och snedstreck versfotsgränser) 
På samma sätt kan man ofta utläsa ett enstavigt ord i kombination med ett angränsande ords betonade stavelse om de följer på varandra, till exempel -tur till i en hexameterrad som Åkte han / tur och re/tur | till / månen och / stjärnorna / alla?
Vissa enstaviga ord, såsom obestämda artiklar, är nästan alltid obetonade och kan därför fungera dåligt att plocka in där versmåttet föreskriver spondé. 
Annat som kan tänkas fungera bra som spondéer är till exempel tvåstaviga sammansatta ord som stolsben och koltrast, där slutstavelserna innehåller någonting att "dröja kvar" lite på vid utläsning, till skillnad från tvåstaviga ord som stolen och sparka, där en liten efterföljande paus kan behövas om de används som tvåstaviga versfötter i till exempel hexameter, där de skall kombineras med daktyler och inte bli "kortare" än dessa, dvs. inte störa rytmen.
Det måste påpekas att mycket av allt detta beror på ordens kontext och funktion i versens innehåll, allra mest på materialet omedelbart framför och bakom dem, och att poeten har frihet att stundom kräva viss ansträngning av läsaren vad gäller att förstå hur versraderna är avsedda att utläsas. En kombination av medvetenhet om versmåttet och förmåga att dra slutsatser från det språkliga och innehållsmässiga sammanhanget avkrävs personen ofta, om han eller hon vill kunna betona versen på ett enligt versmåttets föreskrifter rytmiskt riktigt sätt. Det brukar anses att ju lättare det är att se hur en versrad skall utläsas och ju mer naturligt skanderandet låter, desto högre är dess metriska kvalitet. 
De mest välkända versmåtten som använder spondéer är hexameter och elegiskt distikon.